# COIN-OR
COIN-OR是作業研究(Operations Research)計算基礎架構(Computational Infrastructure)的縮寫，這是一個致力於"為公開文獻上數學理論之數學軟體而建立(create for mathematical software what the open literature is for mathematical theory)"的專案。公開文獻(例如研究期刊)提供作業研究社群文件的審查與保存。作業研究期刊上的數學理論，論文裡經常有計算案例的數值結果。產生這些數值結果所開發的軟體、模型與資料通常並未公開。這會阻礙需要重現計算結果、進行公平比較，以求精益求精的研究人員。
Linux, Apache與其他專案的成功推動軟體開發的開源模式。一群IBM研究人員提議以類似開放源碼方式"發布"軟體、模型與資料。COIN-OR被認為是在作業研究計算社群推動開放源碼的一項倡議，並提供開源軟體專案營運所需的線上資源與服務。
COIN-OR網站於2000年與喬治亞州亞特蘭大市第17屆數學程式設計國際研討會一起開張時帶有實驗性質。2007年時COIN-OR有25個專案，包括線性規劃(linear programming 如 COIN-OR CLP)，非線性規劃(nonlinear programming 如 IPOPT)，整數規劃(integer programming 如 CBC, Bcp 與 COIN-OR SYMPHONY)，
代數建模語言(algebraic modeling languages 如 Coopr)等工具。COIN-OR由作業研究與管理科學協會(Institute for Operations Research and the Management Sciences, INFORMS)主持，並由教育性，非營利的COIN-OR基金會營運。

## 專案

### CLP
CLP(COIN-OR 線性規劃)是一套以 C++ 寫的開放源碼線性規劃求解軟體。
因為採公用授權條款，所以可用於商業軟體且不受GNU通用公眾授權條款的任何影響。
雖然可以做成執行檔，CLP 主要作為程式庫使用。
它設計的像商業軟體般可靠(也許速度沒那麼快)，並且能夠處理非常大型的問題。
CLP 是為解決線性規劃的問題而設計的：
求最小值 {\displaystyle c_{1}x_{1}+c_{2}x_{2}\,}
- 限制條件

{\displaystyle a_{11}x_{1}+a_{12}x_{2}\leq b_{1}}
{\displaystyle a_{21}x_{1}+a_{22}x_{2}\leq b_{2}}
{\displaystyle a_{31}x_{1}+a_{32}x_{2}\leq b_{3}}
- 值大於零的變數

{\displaystyle x_{1}\geq 0}
{\displaystyle x_{2}\geq 0}
可以有上百萬個變數跟限制條件。主要的演算法為單純形法。
CLP 也用於 COIN-OR 的其他計畫如 SYMPHONY, BCP(Branch Cut and Price), CBC (COIN-OR Branch and Cut)等。

### CBC
CBC(COIN-OR branch and cut)是一套以 C++ 寫的開放源碼混合整數規劃求解軟體。
可獨立執行或作為程式庫(由AMPL[原生支援], GAMS[利用 COIN-OR 最佳化服務(Optimization Services, OS)以及 GAMSlinks 專案],
MPL[藉由 CoinMP 專案], AIMMS[藉由 AIMMSlinks 專案], 或 PuLP 呼叫使用)

### SYMPHONY
SYMPHONY（页面存档备份，存于）(單工或多工最佳化網路求解)是一套在異質網路上求解混合整數規劃(MIPs)，
開放源碼之分枝切面法(branch and cut)框架-並且可以使用 CLP, CPLEX, XPRESS 或其他線性規劃求解軟體求解線性問題。
SYMPHONY 是一套同時實作循序(sequential)及平行(parallel)處理分枝切面與定價(branch, cut, and price)以求解 MILPs 的程式庫。
分枝切面與定價法類似分支界限法(branch and bound)，但還包括切面法(Cutting-plane methods)與定價(pricing)演算法。
藉由提供特定的副程式以讀取自訂資料檔、生成特定切割平面或應用自訂分枝規則，使用者可以任意自訂客制化的分枝與切面演算法。
演算法大部分的元件，如搜尋樹管理、線性規劃方案管理、切割池(cut pool)管理、通訊管理都含在程式庫內，使用者無須操心。
執行程式可以有各種配置方式，從循序執行到有獨立的切割產生器(cut generators)、切割池與線性規劃求解之完全平行處理。
目前分散式版本可在任何 PVM 支援的環境執行。相同的程式碼也可用任何 OpenMP 相容的編譯器編譯為共享記憶體架構。

### PuLP
PuLP（页面存档备份，存于） 是一套以 Python 寫的線性規劃建模軟體。可以產生 MPS 或 LP 檔案並呼叫 GLPK, CLP/CBC, CPLEX 以及 Gurobi 求解。